# Just Plain Folks (film 1916)
Just Plain Folks è un cortometraggio muto del 1916 diretto e interpretato da William C. Dowlan.

## Produzione
Il film fu prodotto dall'Universal Film Manufacturing Company.

## Distribuzione
Distribuito dall'Universal Film Manufacturing Company, il film - un cortometraggio in tre bobine - uscì nelle sale cinematografiche USA il 20 gennaio 1916.